# Harry Winks
Harry Winks, né le 2 février 1996 à Hemel Hempstead, est un footballeur international anglais qui évolue au poste de milieu de terrain à Leicester City.

## Biographie

### En club
Le 27 novembre 2014, il fait ses débuts en faveur du club de Tottenham Hotspur, lors d'un match de Ligue Europa contre le Partizan Belgrade. Il entre sur le terrain à la 87e minute de jeu, en remplacement de Paulinho.
Le 27 août 2016, il réalise ses débuts en Premier League, en rentrant tout à la fin du match contre Liverpool.
Le 27 septembre 2016, il débute en Ligue des champions, lors d'une rencontre face au CSKA Moscou. Il remplace Dele Alli à la 82e minute de jeu.
Le 26 novembre 2020, lors d'un match de Ligue Europa face au Ludogorets, il effectue une magnifique frappe à 54m finissant au fond des filets adverses, le plus long but jamais marqué en Ligue Europa.

### En équipe nationale
Le 8 octobre 2017, Winks honore sa première sélection avec l'équipe d'Angleterre en étant titularisé face à la Lituanie (victoire 0-1).
Le 17 novembre 2019, il inscrit son premier but avec les Three Lions lors d'un match comptant pour les éliminatoires de l'Euro 2020 contre le Kosovo (0-4).

## Statistiques
| Saison                | Club                  | Championnat           | Championnat | Championnat | Coupe nationale | Coupe nationale | Coupe de la Ligue | Coupe de la Ligue | Compétition(s) continentale(s) | Compétition(s) continentale(s) | Compétition(s) continentale(s) | Angleterre | Angleterre | Total | Total |
| Saison                | Club                  | Division              | M.          | B.          | M.              | B.              | M.                | B.                | Comp.                          | M.                             | B.                             | M.         | B.         | M.    | B.    |
| 2014-2015             | Tottenham Hotspur     | Premier League        | -           | -           | -               | -               | -                 | -                 | C3                             | 1                              | 0                              | -          | -          | 1     | 0     |
| 2015-2016             | Tottenham Hotspur     | Premier League        | -           | -           | -               | -               | -                 | -                 | C3                             | 2                              | 0                              | -          | -          | 2     | 0     |
| 2016-2017             | Tottenham Hotspur     | Premier League        | 21          | 1           | 4               | 0               | 2                 | 0                 | C1+C3                          | 4+2                            | 0                              | -          | -          | 33    | 1     |
| 2017-2018             | Tottenham Hotspur     | Premier League        | 16          | 0           | 3               | 0               | 1                 | 0                 | C1                             | 5                              | 0                              | 1          | 0          | 26    | 0     |
| 2018-2019             | Tottenham Hotspur     | Premier League        | 26          | 1           | -               | -               | 5                 | 0                 | C1                             | 10                             | 0                              | 2          | 0          | 43    | 1     |
| 2019-2020             | Tottenham Hotspur     | Premier League        | 31          | 0           | 5               | 0               | -                 | -                 | C1                             | 5                              | 0                              | 3          | 1          | 44    | 1     |
| 2020-2021             | Tottenham Hotspur     | Premier League        | 15          | 0           | 2               | 1               | 3                 | 0                 | C3                             | 10                             | 1                              | 4          | 0          | 34    | 2     |
| 2021-2022             | Tottenham Hotspur     | Premier League        | 19          | 0           | 3               | 1               | 3                 | 0                 | C4                             | 4                              | 0                              | -          | -          | 29    | 1     |
| Sous-total            | Sous-total            | Sous-total            | 128         | 2           | 17              | 2               | 14                | 0                 | -                              | 43                             | 1                              | 10         | 1          | 212   | 6     |
| 2022-2023             | UC Sampdoria (prêt)   | Serie A               | 19          | 0           | -               | -               | -                 | -                 | -                              | -                              | -                              | -          | -          | 19    | 0     |
| 2023-2024             | Leicester City        | Championship          | 45          | 2           | 1               | 0               | 2                 | 0                 | -                              | -                              | -                              | -          | -          | 48    | 2     |
| 2024-2025             | Leicester City        | Premier League        | 22          | 0           | 2               | 0               | 1                 | 1                 | -                              | -                              | -                              | -          | -          | 25    | 1     |
| Sous-total            | Sous-total            | Sous-total            | 67          | 2           | 3               | 0               | 3                 | 1                 | -                              | -                              | -                              | -          | -          | 73    | 3     |
| Total sur la carrière | Total sur la carrière | Total sur la carrière | 214         | 4           | 20              | 2               | 17                | 1                 | -                              | 43                             | 1                              | 10         | 1          | 304   | 9     |

## Palmarès
- Tottenham Hotspur
  - Premier League
    - Vice-champion : 2017

  - Coupe de la Ligue
    - Finaliste : 2021.

  - Ligue des champions
    - Finaliste : 2019.

- Leicester City
  - EFL Championship
    - Champion : 2024